# Reidville (Terranova y Labrador)
Reidville es un pueblo canadiense situado en la provincia de Terranova y Labrador.

## Superficie
Reidville tiene una superficie de 58,28 km².

## Demografía
En 2021, tenía 550 habitantes, una densidad poblacional de 9,4 hab./km², y 259 viviendas.